# سووی دول
سووی دول (به صربی: Suvi Dol) یک منطقهٔ مسکونی در صربستان است که در ناحیه پچینیا واقع شده‌است. سووی دول ۵۷۶ نفر جمعیت دارد.